# Дитрих I фон Фалкенбург
Дитрих I фон Фалкенбург-Хайнсберг (на немски: Dietrich I von Valkenburg-Heinsberg; на нидерландски: Dirk I van Valkenburg-Heinsberg, Dirk van Kleef; на латински: Theodericus dominus Heynsbergensis; * ок. 1192, Клеве; † 4 ноември 1227 или 8 ноември 1278, Хайнсберг) е господар на Фалкенбург и господар на Хайнсберг от странична линия на графовете на Клеве-Хайнсберг.

## Произход
Той е син на граф Арнолд II фон Клеве (ок. 1171 – 1200) и съпругата му Аделхайд фон Хайнсберг (1168 – 1217), дъщеря на Готфрид фон Хайнсберг († 1190), и съпругата му София фон Ньордених († ок. 1185), дъщеря на граф Адалберт фон Зафенберг-Ньорвених-Маубах († 1177) и Аделхайд фон Вианден († 1207). Внук е на граф Дитрих II/IV фон Клеве.
С майка си строи църква в Хайнсберг.

## Фамилия
Първи брак: преди 1217 г. с Изалда (Изабела) фон Лимбург († 1221), дъщеря на херцог Хайнрих III фон Лимбург, която е погребана в манастир Хайнсберг. С нея той има децата:
- Хайнрих († ок. 1267), каноник в Кьолн (1231 – 1267)
- Агнес фон Клеве-Хайнсберг († 1267), наследничка, омъжена ок. 1230 г. за Хайнрих I фон Хайнсберг († 1259), вторият син на граф Готфрид III фон Спонхайм. Основатели на линията Спонхайм-Хайнсберг
- Мехтилда († 1254), омъжена 1215 г. за граф Арнолд II фон Хойзден († 1242)
- Дирк

Втори брак: през 1221 г. с Беатрис фон Кирбург (ок. 1190 – 1228/1236), вдовица на Филип III фон Боланден († 1220), дъщеря на вилд-граф Герхард I фон Кирбург († сл. 1198) и съпругата му Агнес фон Вителсбах († сл. 1219). Те имат децата:
- Дитрих II фон Фалкенбург († убит в битка при Кьолн на 14 октомври 1268), господар на Фалкенбург, женен I. пр. 1237 г. за Маргарета фон Гелдерн († 1251, развод 1237), II. сл. 1246 г. за Берта фон Лимбург († 1254), III. сл. 1254 г. за Алайдис дьо Лооц († ок. 1242)
- Енгелберт II фон Фалкенбург († 1274), от 1261 г. архиепископ на Кьолн.
- вер. Арнолд
- вер. Винанд
- вер. дъщеря, монахиня в Хайнсберг